# Долгое ожидание
«Долгое ожидание» (англ. The Long Wait) — фильм нуар режиссёра Виктора Сэвилла по одноимённому роману Микки Спиллейна, который вышел на экраны в 1954 году.
Фильм рассказывает о потерявшем память человеке (Энтони Куинн), который возвращается в родной город, чтобы выяснить, кто он такой, а затем и очистить своё имя от обвинения в крупной краже и убийстве прокурора. В процессе своего опасного расследования герой фильма разоблачает коррумпированную банду, которой руководит местный банкир.
Это второй фильм по произведениям Микки Спиллейна, и первый, в котором главным героем не является частный детектив Майк Хаммер.

## Сюжет
Крепкий молодой мужчина (Энтони Куинн) идёт вдоль шоссе, останавливая попутную машину, которая вскоре вылетает с дороги, разбивается и сгорает. Мужчина приходит в себя в местной больнице, однако он ничего не помнит о своём прошлом, даже своего имени, а все его документы сгорели во время аварии. Выписавшись из больницы, он устраивается на работу на нефтяные разработки, проводя там два года. Однажды в местном баре он встречает человека, который показывает его фотографию, снятую им с витрины одного из магазинов в городке Линкасл в 700 милях от этого места. Желая как можно скорее узнать что-либо о своём прошлом, герой фильма немедленно уходит из бара, отправяясь в этот городок. После его ухода показавший фотографию мужчина достаёт из кармана листовку с той же фотографией и текстом, согласно которому изображённый на ней Джонни Макбрайд разыскивается по подозрению в убийстве окружного прокурора Роберта Минноу из Линкасла.
Добравшись до Линкасла, Джонни селится в местной гостинице, где портье Поп Хендерсон (Фрэнк Марлоу) приветствует его как старого друга. Из разговора с ним Джонни узнаёт своё имя, и они договариваются встретиться после работы. Однако как только Джонни заходит в свой номер, его немедленно навещают офицеры полиции Линзи (Джеймс Милликан) и Такер (Барри Келли), задерживая по подозрению в убийстве прокурора. На слова Джонни о том, что он ничего не помнит о своём прошлом, полицейские сообщают, что он работал кассиром в банке, из которого похитил 250 тысяч долларов, а когда прокурор попытался привлечь его к ответственности, Джонни убил его. В качестве главной улики полиции служат отпечатки пальцев Джонни на орудии убийства, однако когда полиция пытается сверить их с отпечатками пальцев Джонни, выясняется, что их снять невозможно, поскольку его пальцы сильно обгорели в автоаварии. Не имея иных оснований для задержания, полиция отпускает Джонни, который направляется в местную библиотеку, где читает в местной прессе о событиях двухлетней давности. Там же он знакомится с репортёром Аланом Логаном (Джон Дэмлер), который писал статьи об убийстве прокурора. Согласно газетам, у Джонни была подружка, секретарь президента банка Вера Уэст, которая покинула город вскоре после того, как исчез Джонни. Выйдя из библиотеки Джонни видит подбегающего к нему Попа, в которого в этот момент кто-то стреляет. Умирающий Поп успевает сообщить Джонни, что Вера вернулась в город, но с помощью пластической операции она изменила внешность, и теперь работает в компании «Серво Энтерпрайсез». Джонни направляется в офис этой компании, где знакомится с секретаршей Кэрол Шэй (Ширли Паттерсон), которая, по его представлению, могла бы быть Верой, договариваясь с ней о встрече. Затем он проходит в офис главы компании Серво (Джин Эванс), видя перед собой типичного гангстера в окружении двух громил. Когда в разговоре с ним Джонни высказывает догадку, что прокурор был убит за то, что попытался очистить город от организованной преступности, Серво даёт Джонни два часа на то, чтобы тот навсегда убрался из города. Однако вместо этого Джонни встречается с Кэрол, с которой проводит романтический вечер у неё дома, при этом заключая, что она вряд ли может быть Верой. Поздно ночью по дороге в гостиницу Джонни хватают трое вооружённых подручных Серво, которые связывают его и в багажнике вывозят на пустынный карьер, где собираются убить. Однако Джонни удаётся вывернуться из их рук, убить всех троих и убежать. После этого Джонни приезжает в казино «Кан Кан», которое принадлежит Серво, где знакомится с менеджером зала Венди Миллер (Мэри Эллен Кэй), сообщая ей, что разыскивает Веру, на что она отвечает, что не сможет ничего ему сказать из опасения за его и свою жизнь. После этого Джонни направляется в банк, в котором работал до своего побега, где его тепло встречает пожилой президент банка Гардинер (Чарльз Коберн), который показывает Джонни его рабочее место в надежде, что это поможет Джонни вспомнить своё прошлое. Джонни видит, что у каждого кассира в столе есть пистолет для защиты от возможных грабителей, именно из такого пистолета и был убит прокурор. Затем Джонни выясняет у коридорного в гостинице, что у Серво есть подружка Трой Авалон (Долорес Донлон), которую тот держит в буквальном смысле в заточении, и направляется на встречу с ней. Трой рассказывает Джонни, что у Серво есть парфюмерный магазин, куда тот и направляется. В магазине Джонни знакомится с его привлекательной управляющей по имени Винус (Пегги Кастл), которую, как и остальных девушек изучает с точки зрения того, не могла ли она быть Верой. Вечером Джонни вместе с Кэрол подъезжает к казино «Кан Кан», из здания которого кто-то стреляет в их машину из пистолета с глушителем. Расправляясь по пути с Серво и его подручным, Джонни прорывается на второй этаж, где встречает Венди, однако в комнате, откуда вёлся огонь, никого нет. Он подозревает, что могла стрелять сама девушка, однако она отвечает, что в это время была в своём кабинете. После его ухода Венди находит на полу около места стрельбы небольшой ключ. Джонни обыскивает её кабинет, но Венди говорит, что даже не слышала выстрела, а лишь слышала стук высоких каблуков. Джонни придавливает Венди к стене, но затем целует её. Тем временем офицер Такер, который, как выясняется работает на Серво, рассказывает гангстеру о результатах слежки за Джонни, докладывая, что одна из четырёх девушек, с которыми встречался Джонни, скорее всего является Верой Уэст, которая под чужим именем тайно внедрилась в его компанию. Такер продолжает следить за Джонни, который приходит домой к Гардинеру. Банкир предлагает ему чек и советует немедленно покинуть город, замечая, что теперь в городе правит Серво, который владеет всеми основными предприятиями и внедрился в органы власти. Когда Гардинер заявляет, что он не сможет больше помогать Джонни, если тот откажется от его предложения, Джонни понимает, что банкир также связан с мафией и уходит. Предположив, что Верой может быть Винус, Джонни приезжает к ней домой. Винус как будто бы влюблена в Джонни и обещает ему любую помощь. В этот момент ей звонит Серво, срочно вызывая на встречу. Собрав в своём казино всех четырёх женщин, с которыми встречался Джонни, Серво с подручными избивает их, требуя сказать, кто из них является Верой. Так как ни одна из девушек не сознаётся, Серво решает доставить в казино самого Джонни и избивать его до тех пор, пока Вера не выдержит и не сознается. Когда Винус пытается отговорить его от этого плана, Серво предполагает, что она и есть Вера, связывает её и вывозит на заброшенную электростанцию. Через портье в гостинице Серво от имени Винус приглашает туда и Джонни, однако поджидающая его в номере Венди пытается не пустить его, опасаясь за его жизнь. Тем не менее, Джонни, уверенный в том, что Винус и есть Вера, берёт пистолет, который прячет на щиколотке под штаниной, и приезжает на электростанцию. Увидев лежащую связанную Винус, Джонни подбегает к ней, но в этот момент получает сзади удар по голове и теряет сознание, после чего его привязывают к стулу. Когда Джонни приходит в себя, Винус просит у Серво разрешения поцеловать своего приятеля в последний раз, и в тот момент, когда она делает это, она достаёт спрятанный в штанине у Джонни пистолет и убивает Серво, сама получая от него ранение. Освободившись, Джонни убивает подручного Серво, после чего приезжает к репортёру Логану, который сконструировал для него специальное устройство для стрельбы из револьвера, которое позволяет не оставлять отпечатки пальцев на оружии. В благодарность за помощь Джонни обещает репортёру эксклюзивную историю в следующий номер.
Тем временем в казино Венди берёт ключ и звонит детективу Линзи, сообщая, что она Вера Уэст и готова сообщить важную информацию по делу Макбрайда. Среди ночи Джонни проникает в дом Гардинера, однако банкир замечает это и вызывает по телефону Такера. Затем он стреляет в Джонни, однако тот, прикинувшись убитым, отбирает у банкира пистолет. Рассматривая оружие Гардинера, Джонни по насечкам на стволе догадывается, что именно из этого оружия в него стреляли, когда он подъезжал к казино. А стук женских каблуков, который слышала Венди сразу после выстрела, на самом деле был стуком трости Гардинера, когда тот спускался по лестнице. Далее Джонни говорит, что, будучи не отягощённым воспоминаниями, он подобно детективу смог хладнокровно проанализировать все факты и сделать выводы. Он рассказывает, как, по его мнению, всё происходило на самом деле: приблизительно три года назад в город прибыл гангстер Серво, решивший открыть в городе казино, для чего ему потребовалось 250 тысяч долларов. Он обратился за этими деньгами в банк, однако Гардинер отказал ему в кредите, заявив, что у банка не таких денег. Вместо этого банкир предложил гангстеру вложить эту сумму в его бизнес в качестве своих личных инвестиций, за что потребовал право решающего голоса и 51 процент от прибылей по всем проектам Серво. Так как у Гардинера не было таких денег, он решил похитить их из собственного банка. Когда честный прокурор Минноу практически раскрыл эту аферу, банкир застрелил его, подставив Джонни с помощью специального устройства, позволившего сфабриковать улику с отпечатками пальцев на оружии убийства. В качестве иллюстрации Джонни угрожает Гардинеру пистолетом в аналогичном устройстве, которое сконструировал для него Логан. В этот момент появляется Такер, однако Джонни справляется с ним, задерживая и его, и Гардинера, после чего приглашает Логана и капитана Линзи. После завершения операции Венди, которая оказалась Верой, рассказывает Джонни, что после его исчезновения она решила доказать его невиновность. Ради этого она сделала пластическую операцию и вернулась в город, чтобы проникнуть в структуру Серво. Найдя на месте стрельбы в казино ключ, она вспомнила, что это ключ от сейфа Гардинера, в котором хранились разоблачающие его улики. Когда Джонни целует её и делает ей предложение, она напоминает ему, что они уже женаты, и Джонни как будто начинает что-то вспоминать.

## В ролях
- Энтони Куинн — Джонни Макбрайд
- Чарльз Коберн — Гардинер
- Джин Эванс — Серво
- Пегги Кастл — Винус
- Мэри Эллен Кэй — Венди Миллер
- Ширли Паттерсон — Кэрол Шэй (как Шоун Смит)
- Долорес Донлон — Трой Авалон
- Барри Келли — Такер
- Джеймс Милликан — капитан полиции Линзи
- Бруно ВеСота — Эдди Пекман
- Джей Адлер — Джо, коридорный
- Джон Дэмлер — Алан Логан
- Фрэнк Марлоу — Поп Хендерсон
- Пол Дубов — Чак (в титрах не указан)

## Создатели фильма и исполнители главных ролей
Британский продюсер и режиссёр Виктор Сэвилл начал кинокарьеру в 1927 году, в 1939 году перебравшись в Голливуд. Его наиболее заметными картинами в качестве режиссёра стали шпионская мелодрама «Мрачное путешествие» (1937), комедия «Буря в стакане воды» (1937), мюзикл «Сегодня ночью и каждую ночь» (1945), мелодрамы «Зелёные годы» (1946) и «Улица Грин Долфин» (1947), а также триллер «Заговорщик» (1949). Фильм «Долгое ожидание» стал предпоследней режиссёрской работой Сэвилла, после чего до 1962 года он продолжал работать в качестве продюсера, приняв в этом качестве участие в работе над ещё пятью фильмами, среди них картины по книгам Микки Спиллейна «Целуй меня насмерть» (1955) и «Мой револьвер быстр» (1957, под именем Джордж А. Уайт).
Как отмечено на сайте Американского института киноискусства, актёр Энтони Куинн «исполнил в этом фильме свою первую главную роль на английском языке». К этому времени он уже завоевал Оскар за роль второго плана в исторической драме «Вива, Сапата!» (1952), а в 1957 году он получил свой второй Оскар за роль второго плана в фильме «Жажда жизни» (1956), где он сыграл художника Поля Гогена. В дальнейшем Куинн будет дважды номинирован на Оскар за главные роли в фильмах «Дикий ветер» (1957) и «Грек Зорба» (1964). Помимо этой картины Куинн сыграл главные роли ещё в двух фильмах нуар — «Нагая улица» (1955) и «Дикая вечеринка» (1956).
Чарльз Коберн был признанным характерным актёром, он дважды номинировался на Оскар за роли второго плана в фильмах «Дьявол и мисс Джонс» (1941) и «Зелёные годы» (1946), а в 1944 году получил Оскар за роль в фильме «Чем больше, тем веселее» (1943). Свои наиболее заметные нуаровые роли Коберн сыграл в фильмах «Соблазнённый» (1947) и «Удар» (1949). Джин Эванс сыграл роли второго плана в таких значимых фильмах нуар, как «Крест-накрест» (1949), «Асфальтовые джунгли» (1950), «Ограбление инкассаторской машины» (1950), «Штормовое предупреждение» (1951) и «Туз в рукаве» (1951). За свою непродолжительную карьеру на большом экране, продлившуюся с 1950 по 1957 год, Пегги Кастл сыграла в 36 фильмах, среди которых фильмы нуар «Вымогательство» (1950), «Ривер-стрит, 99» (1953), «Суд — это я» (1953) и «Стукач» (1955).

## Фильмы по книгам Микки Спиллейна
По информации историка кино Дэвида Хогана, данный фильм является второй экранизацией работ Микки Спиллейна после фильма «Суд — это я», который вышел годом ранее. При этом «Долгое ожидание» было первой экранизацией книг писателя, в которой не было фирменного персонажа Спиллейна, Майка Хаммера. Как указано на сайте Американского института киноискусства, режиссёр фильма Виктор Сэвилл был продюсером трёх других фильмов по романам Спиллейна, которые вышли в 1950-е годы — «Суд — это я» (1953), «Целуй меня насмерть» (1955) и «Мой револьвер быстр» (1957).

## Оценка фильм критикой

### Общая оценка фильма
После выхода фильма на экраны кинообозреватель «Нью-Йорк Таймс» Говард Томпсон посчитал, что он получился «не ахти», как и вышедший годом ранее фильм «по первому сокрушительному роману Микки Спиллейна „Суд — это я“». По мнению Томпсона, «редко когда название фильма бывает настолько точным», а его «затхлая атмосфера по-настоящему разочарует армию почитателей таланта Спиллейна, которая получает удовольствие от наблюдения за тем, как неувядающий сыщик Майк Хаммер калечит, соблазняет и безжалостно убивает тех, кто стоит на его пути». Он пишет, что в этой картине Хаммер уступил место жертве амнезии, которая стремится очистить своё имя от обвинений в убийстве, однако «драки и взаимные избиения с нервным гангстером и его балбесами не приводят к обычным вёдрам крови», а «кульминационное столкновение на пустом складе вообще выглядит как репетиция дешёвого телевизионного триллера»
Современный исследователь кино Карл Мачек полагает, что фильм «превращает роман Спиллейна в депрессивное путешествие сквозь коррупцию маленького городка, демонстрируя циничную атмосферу и обстановку, в значительной степени навеянную нуаровыми фильмами конца 1940-х и начала 1950-х годов». Мачек отмечает, что «потеря памяти наполняет героя чувством безнадёжности, которая усиливается опустошением от утери собственной личности, что вносит очевидную экзистенциальную составляющую в поиски главного героя. Этот подход дополняется ощущением всеохватывающей коррупции и дегуманизации, что придаёт фильму фаталистический нуаровый пафос». Далее киновед пишет, что хотя в фильме присутствует насилие и жестокость, тем не менее, он представляет собой «наиболее сдержанную версию крутой вселенной Микки Спиллейна», что позволяет ему сконцентрироваться на «теме страха, которую редко встретишь в фильмах по книгам Спиллейна» . Спенсер Селби назвал картину «суровой и жестокой историей о попытках жертвы амнезии очистить своё имя от загадочного обвинения в убийстве», отмечая далее, что в данном случае «самый нуаровый роман Спиллейна получает достойное экранное воплощение» .
Крейг Батлер полагает, что «хотя это ни в коем случае не великий фильм нуар, тем не менее, он заслуживает просмотра теми поклонниками жанра, которые интересуются менее известными картинами». Критик указывает, что этот «жестокий и откровенно женоненавистнический фильм не каждому придётся по вкусу». У него «неуклюжий сценарий с сюжетными дырами огромного размера», а его «агрессивно мужской характер приводит в категорическому отказу от каких-либо повествовательных красот». И всё же, как отмечает Батлер, «в собственном извращённом смысле эта самая неуклюжесть придаёт фильму своеобразную привлекательность, формируя каким-то странным образом» атмосферу фильма. Батлер признаёт, что хотя в картине и «есть по-настоящему выдающиеся моменты (такие, как „связанный поцелуй“)», тем не менее, «по большей части она не достигает тех высот, которых должна была бы достичь». Майкл Кини назвал «Долгое ожидание» «неувлекательным и предсказуемым фильмом», в котором «мачо Куинн играет типичного спиллейновского героя, который ввязывается в драку по самому незначительному поводу и грубо ухаживает за каждой дамой, которая встречается на его пути». Однако, пишет Кини, «восхитительно снятая сцена на электростанции, в которой находящийся в руках маниакального убийцы герой Куинна ожидает свою судьбу, вознаградит того зрителя, который к этому времени ещё не уснул». Деннис Шварц назвал фильм «бесцветной и циничной криминальной драмой о коррупции в небольшом городке», которая «страдает от мутной истории, слабой актёрской игры и лишённой воображения режиссёрской работы». В итоге, по мнению Шварца, получился «довольно скучный и бесцельный фильм, содержащий невероятное количество сюжетных дыр, которые невозможно преодолеть».
Дэвид Хоган отмечает, что в то время, как «центральной темой романа Спиллейна является в первую очередь месть, в данном фильме главной заботой Джонни является попытка понять, кто он такой и почему половина жителей Линкасла хочет его убить» . Важное место в фильме заняла также тема «муниципальной коррупции, которая была характерна для очень многих нуаровых триллеров» того времени. Критик также выделяет кульминационный эпизод картины, в котором «за исключением одного светового овала всё погружено в черноту, и в этой длительной сцене фильм полностью уходит в визуальную стилистику и болезненную психологию нуара». Хоган замечает, что «в самой замечательной и незабываемой части этого эпизода фильм переходит в чистый садомазохизм», приобретающий всё более извращённый характер, когда «режиссёр Сэвилл и оператор Планер откровенно смакуют мучительные движения исключительно красивой связанной Пегги Кастл, как это делают мужчины, которые хотят унизить женщину, которую они желают». Хоган резюмирует своё мнение словами, что «крутизна, отвага и унижение правят бал в этом фильме» .

### Оценка работы режиссёра и творческой группы
По мнению Говарда Томпсона, сценарий Алана Грина и Лессера Сэмюэлса во многом верен первоисточнику, однако Сэвилл развивает события «со скоростью улитки», и в сравнении с этой картиной «Суд — это я» имел по крайней мере «порывистый темп, чёткую операторскую работу и хорошую, жуткую музыку». Батлер обратил внимание на серьёзные сюжетные дыры в сценарии, и на «просто-напросто не достаточно изобретательную постановку Сэвилла, который просто следует за текстом в то время, как от него требуется более свободный и грубый стиль». Однако, «к счастью, оператор Франц Планер создаёт несколько потрясающих кадров и генерирует столь недостающую фильму атмосферу. Особенно впечатляет работа, которую проделал он вместе с монтажёрами в эпизоде со „связанным поцелуем“». По мнению Хогана, сценарий и постановка страдают от множества нелогичных сюжетных поворотов, невероятных совпадений и ситуаций, в которые трудно или невозможно поверить. В частности, «одной из четырёх красавиц Линкасла, которые принимают Джонни на свою орбиту (и в свой будуар), является его бывшая любовь Вера. Она сделала пластическую операцию, и потому Джонни не может её узнать — он не может узнать её ни по голосу, ни по телесному контакту, ни по запаху. И даже если предположить, что пластическая хирургия в 1954 году была поразительно передовой, трудно себе представить, что можно изменить внешность до такой степени, что девушку не сможет узнать не только бывший возлюбленный, но и все остальные обитатели городка, из которого героиня уехала два года назад».

### Оценка актёрской игры
По мнению Говарда Томпсона, Куинн «изо всех сил пытается преодолеть скуку этого фильма, которая связывает его по рукам и ногам, а Чарльз Кобёрн от случая к случаю лишь ковыляет с палочкой то туда, то сюда». Томпсон далее отмечает, что Куинн неуверенно чувствует себя в общении с «четырьмя разысканными им блондинками», в то время как сами эти леди «менее хищны, чем это обычно принято». Тем не менее, Томпсон считает, что «Пегги Кастл, Мэри Эллен Кэй, Шоун Смит и Долорес Денлон составляют весьма соблазнительный квартет», в котором, по его мнению, выделяется мисс Кастл.
Деннис Шварц посчитал «плохим решением выбор Энтони Куинна на роль скандального жеребца-кассира». Батлер также сдержанно оценил актёрскую игру, написав, в частности, что «Энтони Куинн мог бы стать великим героем Микки Спиллейна, однако несмотря на свой врождённый мачизм, выглядит не так сильно, как мог бы». Далее он отмечает, что «хотя все четыре дамы красивы, ни одна из них не оказывает настолько глубокого впечатления, насколько следует». Исключение в плане актёрской игры, по мнению Батлера, составляют Чарльз Кобёрн и Джин Эванс, которые «отлично вписываются в свои роли».